# Népotien
Népotien (Flavius Iulius Popilius Nepotianus Constantinus Augustus) était un aristocrate romain, issue de la dynastie constantinienne qui régna comme un usurpateur éphémère de l'Empire romain. Il dirigea la ville de Rome pendant vingt-huit jours, avant d'être tué par le général Marcellinus de son rival usurpateur Magnence.

## Biographie

### Famille
Le père de Népotien est Virius Nepotianus, consul pour l'année 336, sa mère est Eutropia, la fille de Constance Chlore et de Flavia Maximiana Theodora, et donc la demi-sœur de Constantin.

### Usurpation
Après la révolte de Magnence, Népotien se proclame empereur et entre dans Rome avec une bande de gladiateurs le 3 juin 350. Après avoir tenté de résister à Nepotianus avec une force indisciplinée de citoyens romains, le praefectus urbi Titianus (ou Anicius, ou Anicetus), vaincu, partisan de Magnence, a fui la ville.
Magnence a rapidement fait face à cette révolte en envoyant son fidèle magister officiorum Marcellinus à Rome. Selon Eutrope, Nepotianus fut tué dans la lutte qui en résulta (le 30 juin), sa tête posée sur une lance et transportée autour de la ville. Dans les jours suivants, sa mère Eutropia fut également tuée aux côtés des partisans de Nepotianus.